# Точильный Ключ
Точильный Ключ — село в Режевском городском округе Свердловской области, Россия.

## География
Село Точильный Ключ муниципального образования «Режевского городского округа» расположено в 15 километрах (по автотрассе в 24 километрах) к северу-северо-западу от города Реж, в истоке реки Точильный (левого притока реки Бобровка, бассейна реки Реж). 

## История
Село было основано у горы Точильный Ключ, где с XVII века добывали железную руду, флюсовый камень, формовочный песок, огнеупорную глину, золото, серебро и самоцветы. В 1704 году московским рудознатцем Василием Мячковским был обнаружен горновой камень, который затем использовался при строительстве домен Алапаевских, Невьянских и других заводов.

## Преображенская церковь
В 1874 году была построена часовня, которая в 1915 году была перестроена в деревянную, однопрестольнцую церковь, которая была освящена в честь Преображения Господня в 1915 году. Церковь была закрыта в 1935 году, а в советские времена снесена. 

## Население
| 2002 | 2010 | 2021 |
| ---- | ---- | ---- |
| 1    | →1   | ↗11  |